# Nigerian Baptist Convention

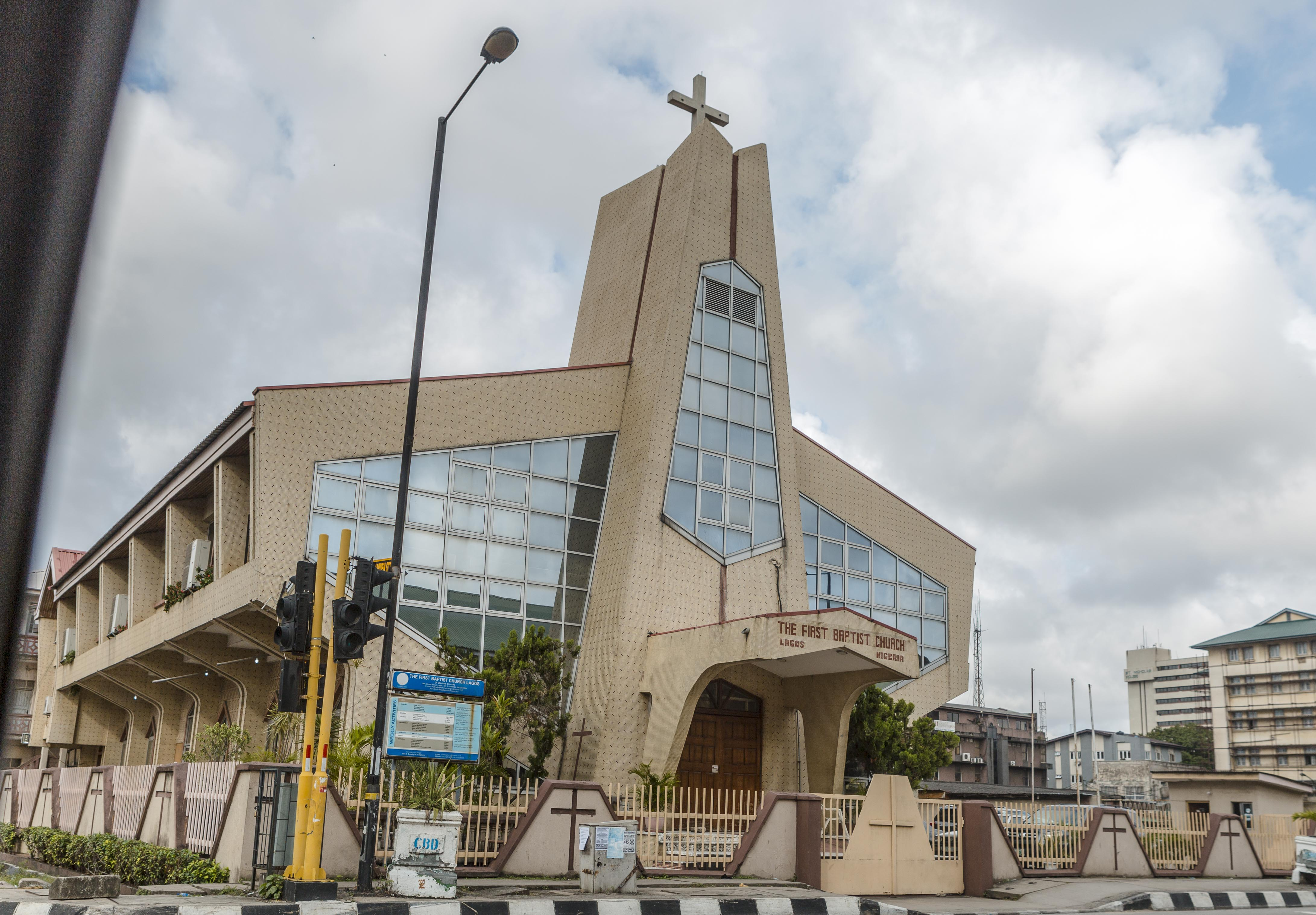
Erste Baptistenkirche in Lagos

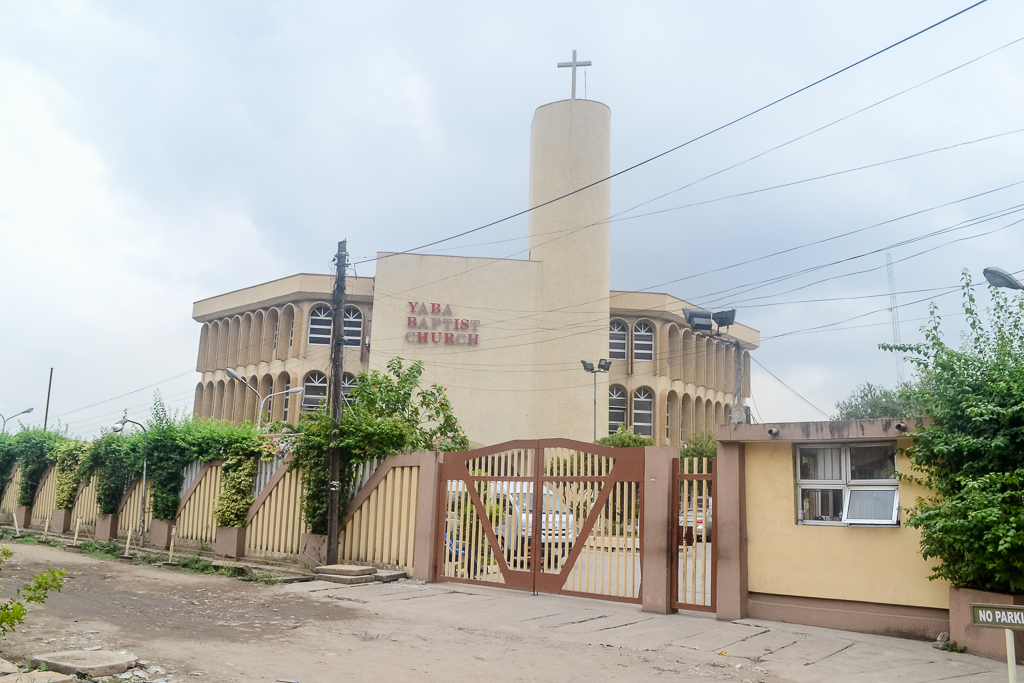
Baptistenkirche in Yaba

Die Nigerian Baptist Convention, die Baptistengemeinschaft Nigerias, ist die drittgrößte Baptistenkirche der Welt. Sie entstand aus der Missionsarbeit der Southern Baptist Convention (USA) und verfügt heute über etwa 3,5 Millionen gläubig getaufte Gemeindeglieder und rund 6 Millionen Anhänger, die regelmäßig an den Gottesdiensten teilnehmen.

## Geschichte
Die Southern Baptist Convention begann im Jahr 1850 ihre Missionsarbeit in Nigeria. 1914 wurde dann die Yoruba Baptist Association gegründet, die in Nigerian Baptist Convention umbenannt wurde, als sich die Mission vom Südwesten auf andere Landesteile Nigerias ausweitete. Die Kirche ist heute vollständig autonom. Seit 1947 begann sie Missionare in andere afrikanische Länder zu entsenden. Sie hat Baptistengemeinden in Ghana (heute Baptist Convention of Ghana) und Sierra Leone (heute Baptist Convention of Sierra Leone) gegründet.

## Organisation
Präsident der Kirche ist Reverend Ruben Ishaya Chuga, Generalsekretär ist Rev. Solomon Ademola Ishola. Das Hauptquartier der Nigerian Baptist Convention liegt in Ibadan, aber die Gemeinschaft unterhält weitere Verwaltungsgebäude in anderen Landesteilen Nigerias. Einzelne Gemeinden genießen ein hohes Maß an Autonomie. Dabei werden übergreifende organisatorische Fragen in lokalen Konferenzen geregelt.

## Theologische und medizinische Einrichtungen

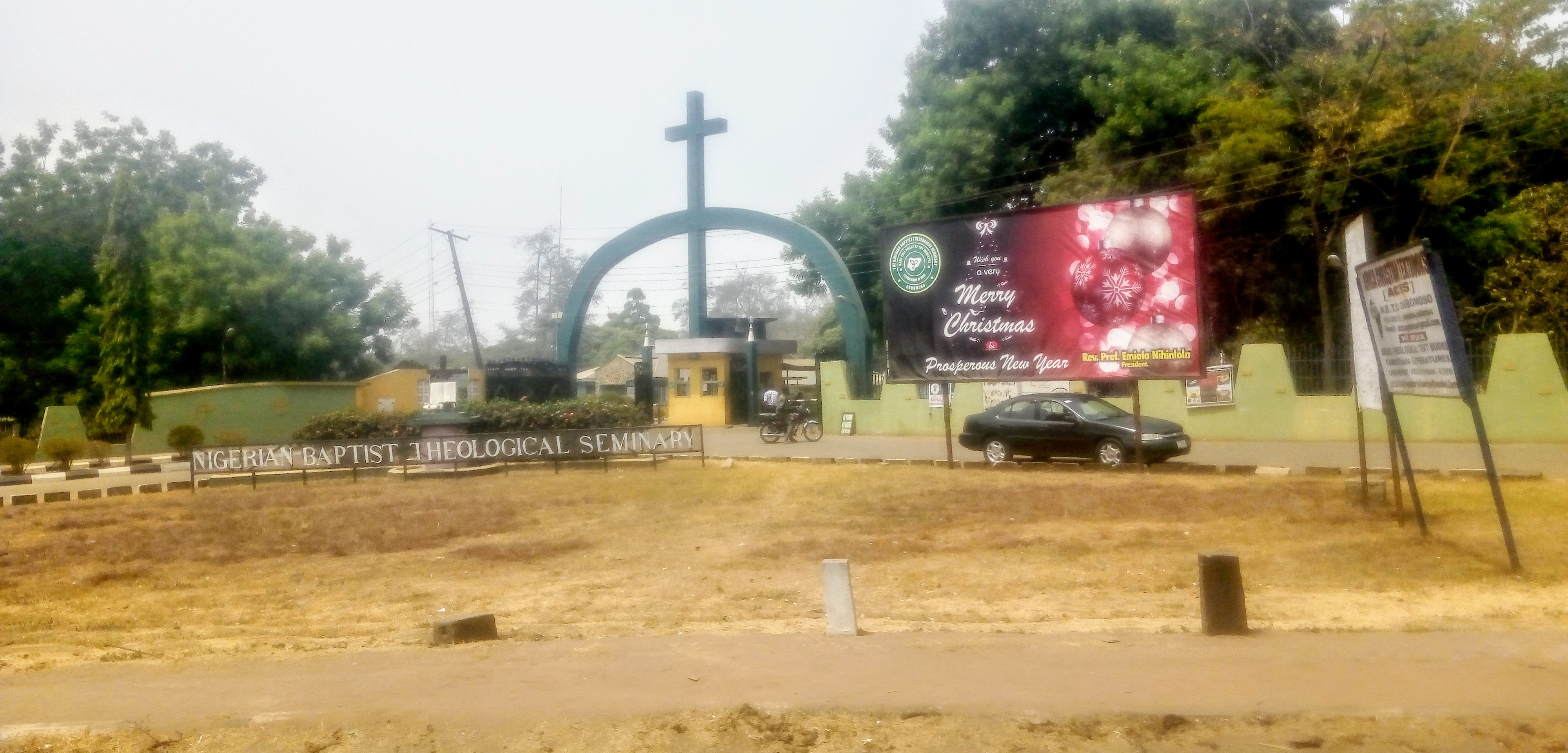
Theologisches Seminar der nigerianischen Baptisten

Die Nigerian Baptist Convention unterhält neun theologische Trainingsseminare zur Ausbildung der Pastoren, das größte davon ist das Nigerian Baptist Theological Seminary in Ogbomosho, auf welchem akademische Abschlüsse bis zum Doktorgrad erworben werden können.
Es werden mehrere Krankenhäuser und verschiedene medizinische Ausbildungsstätten betrieben. Das Baptist Hospital in Ogbomoso wird als eines der besten Krankenhäuser Nigerias angesehen und fungiert als Universitätsklinik der Ladoke Akintola University der Bundesstaaten Oyo und Osun.

## Bildungseinrichtungen
Im Jahre 2002 gründete die Nigerian Baptist Convention die Bowen University, benannt nach Rev. Thomas Jefferson Bowen, dem ersten baptistischen Missionar der Southern Baptist Convention in Nigeria. Die Bowen University liegt in Iwo im Bundesstaat Osun und hat gegenwärtig etwa 3000 Studenten. Darüber hinaus haben die nigerianischen Baptisten tausende von Grund- und höheren Schulen errichtet, die in der Zeit der Militärdiktaturen zu öffentlichen Schulen umfunktioniert wurden.

## Ökumene
Die Nigerian Baptist Convention ist seit 1971 Mitglied im Weltkirchenrat. Als zweitgrößte Organisation ist sie im Baptistischen Weltbund vertreten sowie als größtes Mitglied in der Panafrikanischen Baptistischen Gemeinschaft (All Africa Baptist Fellowship). Sie ist außerdem Mitglied verschiedener ökumenischer Einrichtungen innerhalb Nigerias, der Christian Council of Nigeria (CCN), der All Africa Conference of Churches (AACC) und der Christian Association of Nigeria (CAN).